# Edmund Guschelbauer

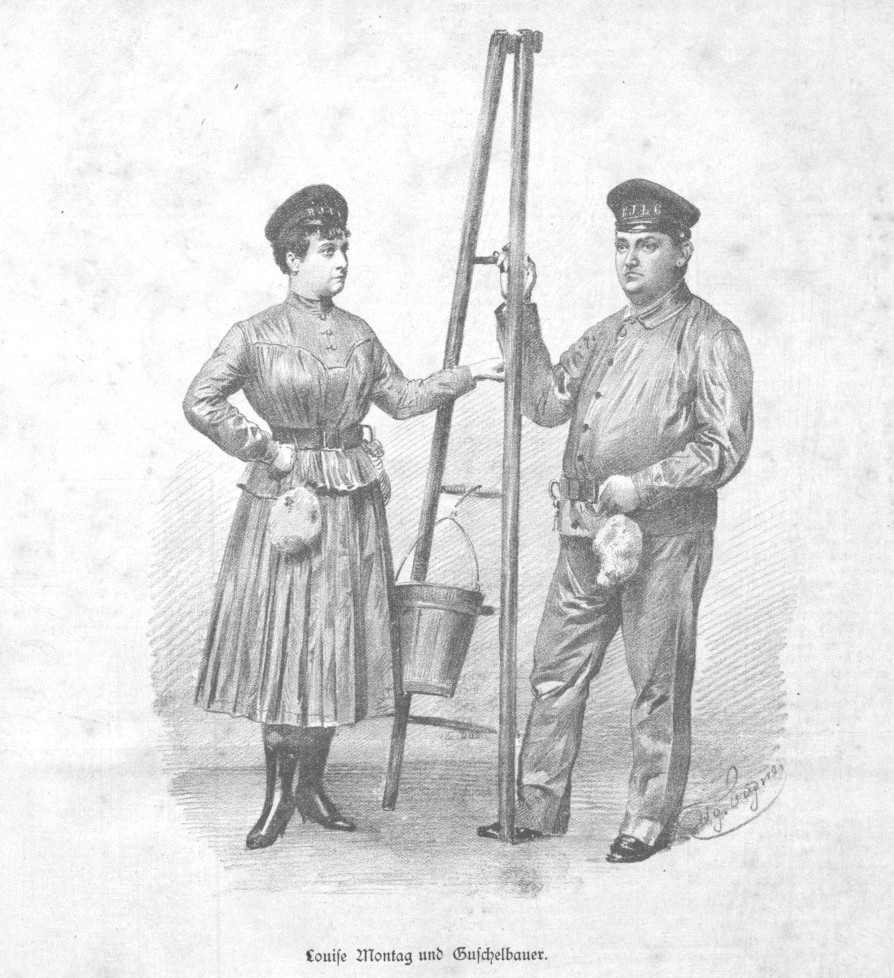
Louise Montag und Edmund Guschelbauer, 1885

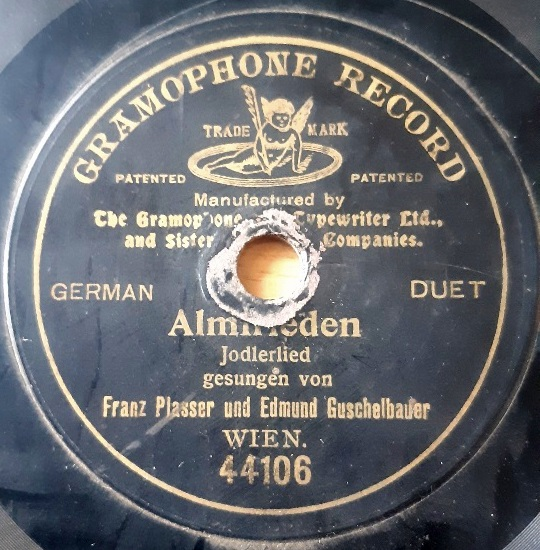
Schallplatte von Edmund Guschelbauer (Wien 1902)

Edmund Guschelbauer (* 16. Oktober 1839 in der Alservorstadt, heute Wien; † 6. Februar 1912 in Wien) war einer der bedeutendsten Wiener Volkssänger sowie ein Coupletdichter. Er verkörperte erfolgreich den Typus des „Urwieners“ vom „alten Schlag“ mit Gesangskomik und inniger Vortragsweise. Er führte auch die Sitte ein, die Refrains das Publikum mitsingen zu lassen, was von diesem begeistert aufgenommen wurde.

## Leben und Wirken

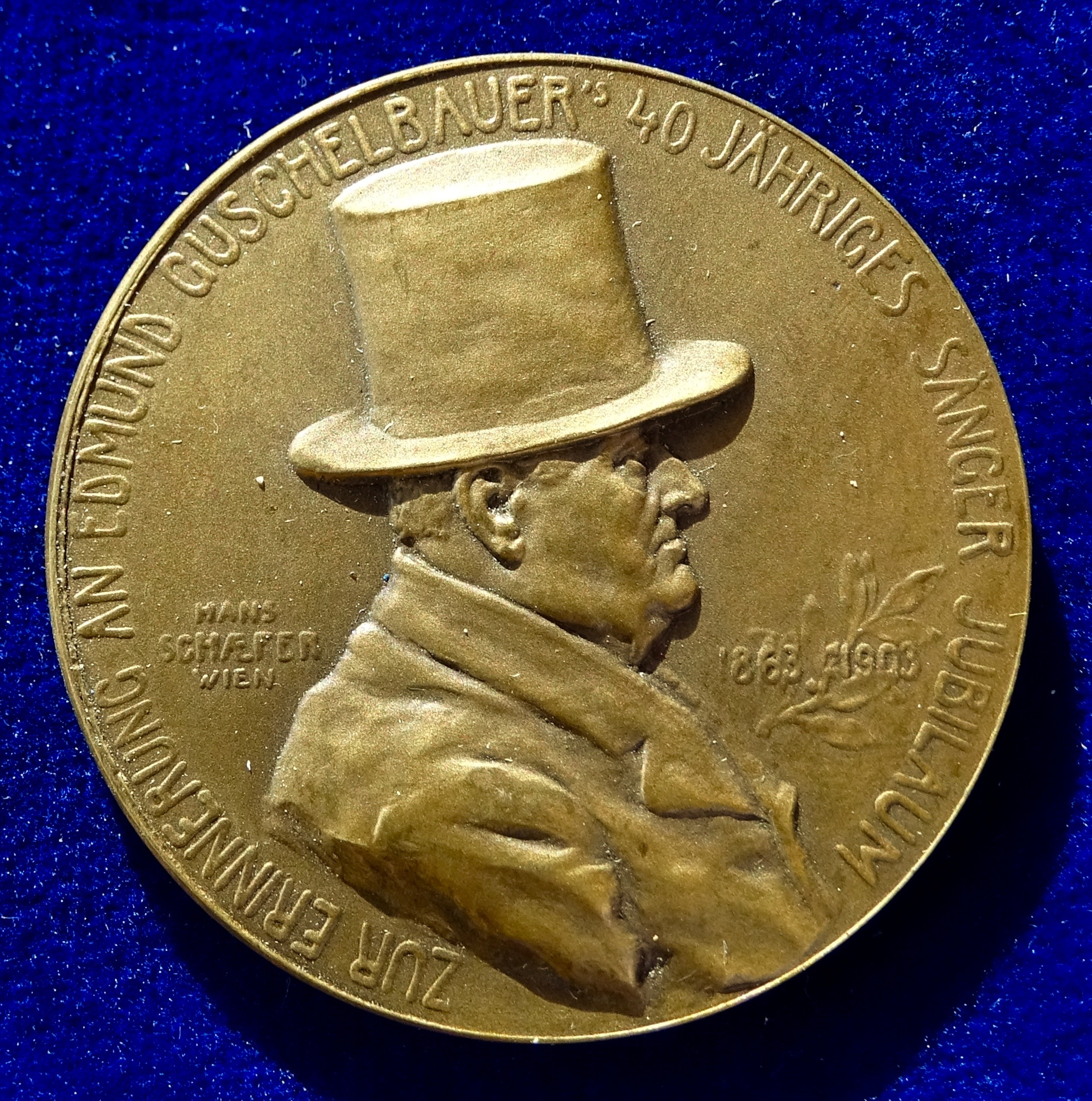
Jugendstil-Medaille 1903 auf Guschelbauers 40. Sängerjubiläum in Wien. Vorderseite.

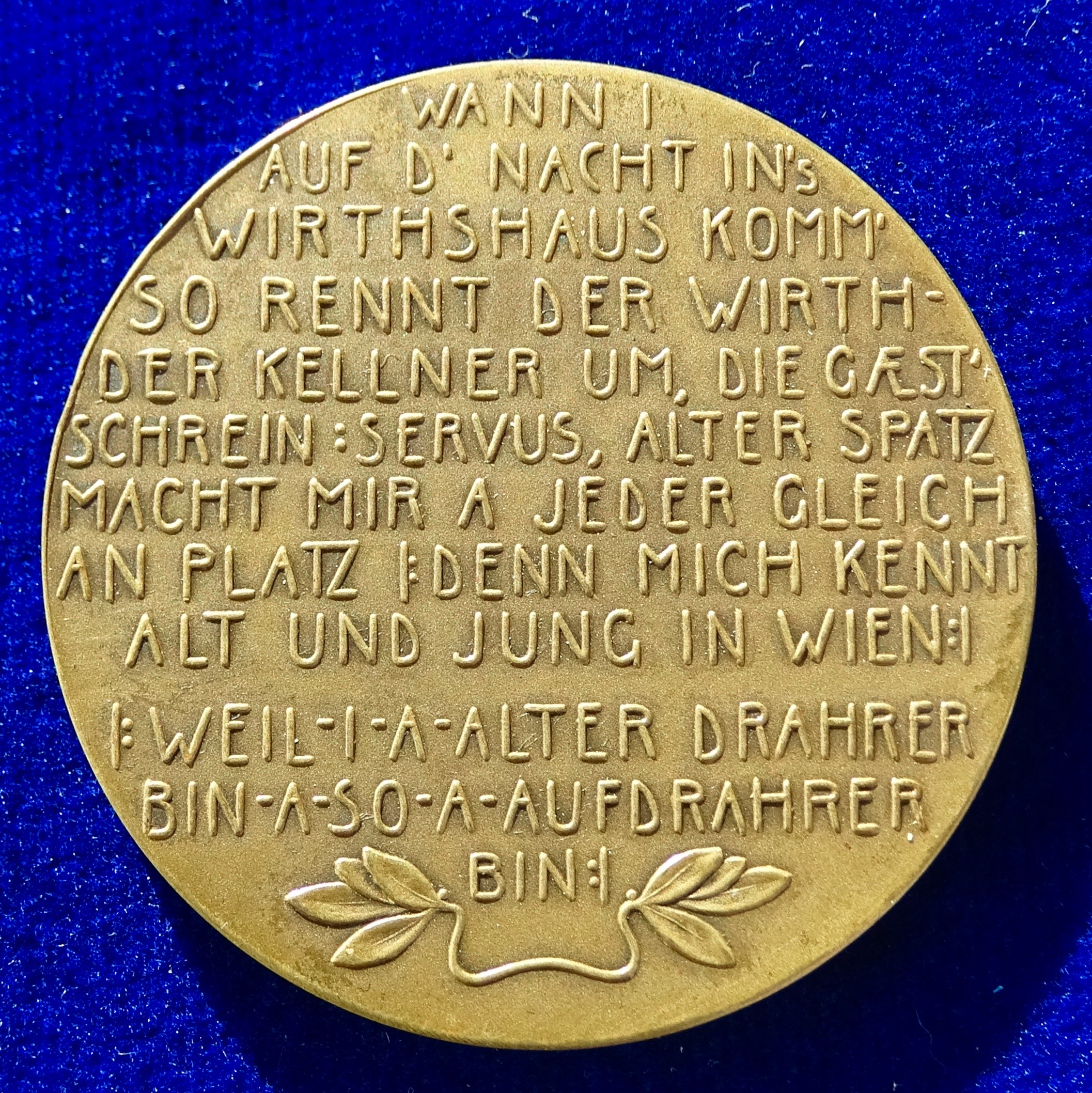
Die Rückseite dieser Medaille mit seinem Liedertext: Der alte Drahrer.

Edmund Guschelbauer wurde 1839 in der Alservorstadt, einer Vorstadt Wiens, die elf Jahre später eingemeindet wurde, geboren. Seine Mutter war Alleinerzieherin und hielt sich mit Handarbeiten finanziell über Wasser. Die beiden zogen bald nach seiner Geburt nach Sechshaus, das im heutigen 15. Gemeindebezirk liegt, wo Edmund Guschelbauer aufwuchs. Nach der Volksschule machte er eine Lehre als Vergolder, sang aber schon als Lehrling nebenbei an Sonntagen in Wirtshäusern in Neustift und Schottenfeld. Nach Abschluss der Lehre war Guschelbauer arbeitslos, weshalb er auf Wanderschaft ging. Zurück in Wien trat er zunächst in einigen Geselligkeitsvereinen auf, wo er 1862 die bekannte Volkssängerin Josefine Schmer kennenlernte. Diese brachte ihn zur Elite-Sängergesellschaft „Kampf“, wo sie auch selbst auftrat. In den folgenden Jahren seiner Karriere soll Guschelbauer bei insgesamt 28 verschiedenen Sängergesellschaften, etwa „Schwarzblattln“, „Kraus“, „Antonia Mansfeld“ und „Anna Ulke“, gewesen sein.
1869 heiratete er Katharina Geißler, mit der er angeblich 11 Kinder hatte, von denen 1909 noch fünf lebten. Ab 1895 war Guschelbauer Witwer. 1879 brachte er sein bekanntestes Lied hervor: „Der alte Drahrer“. Zu dieser Zeit war er im Strampfer-Theater unter den Tuchlauben engagiert. Das Lied wurde zu einer Art Hymne des wienerischen Leichtsinns. Guschelbauer war auch für seine Interpretation der Wienerlieder von Alexander Krakauer bekannt.
Zu den am häufigsten von ihm bespielten Bühnen zählte auch das Etablissement Dreher, wo er von 1869 bis 1899 insgesamt 74-mal auftrat. 1883 erhielt Guschelbauer eine Konzession für eine eigene Sängergesellschaft. In dieser schloss er sich bis 1888 mit Luise Montag zusammen, von 1888 bis 1892 war Johann Baptist Moser mit ihm in der Gesellschaft.
Seine enorme Popularität lässt sich heute noch in der ausführlichen Berichterstattung über ihn in zahlreichen Zeitungen nachvollziehen. Zu seinem 40-jährigen Bühnenjubiläum wurde Guschelbauer zwischen 1. und 3. März 1903 in neun Artikeln von den Wiener Zeitungen gefeiert. Im Rahmen dieser Feierlichkeiten bekam er am 2. März auch das Bürgerrecht der Stadt Wien verliehen. Den anschließenden Feierlichkeiten in der Katharinenhalle im Dreher-Park wohnten geschätzte 4000 Personen bei. Nach seinem 40-jährigen Jubiläum ist jedoch nur noch wenig über Guschelbauer bekannt. Die Blütezeit des Volkssängertums war endgültig vorbei, Kabarett und auch das Kino erfreuten sich unter dem Publikum immer mehr Beliebtheit. Im Gegensatz zu den vielen anderen Wiener Volkssängern, die ihren Lebensabend oft in Armut verbringen mussten, ging es Guschelbauer jedoch auch im Alter nicht richtig schlecht. Monatlich 300 Gulden, wie zu seinen besten Zeiten, verdiente er in den 1900er-Jahren jedoch nicht mehr.
Für den 1911 von Anton Kolm und seiner Wiener Kunstfilm hergestellten Dokumentarfilm Typen und Szenen aus dem Wiener Volksleben wurden die einzigen bekannten Filmaufnahmen von Edmund Guschelbauer, der ein Jahr später starb, aufgenommen.
Am 6. Februar 1912 starb Edmund Guschelbauer. Er wurde zunächst am Baumgartner Friedhof beigesetzt, wurde jedoch später auf Betreiben des „Zwölferbundes der Wiener Volkssänger“ in ein ehrenhalber gewidmetes Grab auf dem Wiener Zentralfriedhof überführt (Gruppe 56B, Reihe 9, Nr. 20). In der Zeitungsberichterstattung der folgenden Jahrzehnte bis 1939 wurde deutlich, dass man in Wien der Überzeugung war, mit Guschelbauer den letzten großen Volkssänger gehabt zu haben.
Im Jahr 1952 wurde in Wien-Floridsdorf (21. Bezirk) die Guschelbauergasse nach ihm benannt.

## Werke
Hierbei handelt es sich um Gesangsstücke, die von Guschelbauer vorgetragen wurden. Zum Teil ist er auch deren Verfasser, wobei er zu seinem wohl bekanntesten Vortragsstück „Der alte Drahrer“ selbst nicht mehr den Autor angeben konnte.
- Dann hab’n ma’ gnua. Couplet. Text: Fritz Lung.
- Das muss a Frauenzimmer sein. Couplet. Text: J. Philippi.
- Der alte Drahrer.
- I’ bin a alter Spleni. Deutschmeisterlied 1896. Text: Ed. Merkt. Musik: C.W. Drescher
- I kann net außi!
- Julchen, willst Du Tabak rauchen? Wiener Lied. Text: Gustav Nelling.
- Oh du großes Eselein! Original-Couplet.
- Rosa, mein Herzensschatz. Chor-Lied. Text: Gustav Nelling. Musik: Rudolf Hauptmann. Refrain: Guschelbauer.

## Tondokumente
Guschelbauer hinterließ Grammophonaufnahmen auf G&T und Jumbo-Record:
1. G&T
1.1. 7' records
- 2-42 090  (mx. 967 v -Go-2x) Alter Drah’rer (Poldhamer - Sioly)[2]
- 2-42-091  (mx. 969)   Julchen, willst Du Tabak rauchen? (Guschelbauer)
- 2-42 096  (mx. 968)   Pratermarsch

- 44 106  (mx. 2443)    Der Almfrieden (Carl Lorens)[3]
- 44 107  (mx. 2444 B)  Steff’lwalzer
- 44 108  (mx. 2445)    Der glücklichste Mensch is der Jaga im Wald (Wanthaler)
- 44 109  (mx. 2446)    Drah’ ma um und drah’ ma auf (Hauptmann)

- 44 168  (mx. 965)     Es Herz in der Brust (Sioly)[4]

1.2. 10' records
- 2-42 564 (mx. 734 zg)  Das muß ein Frauenzimmer sein[5]
- 2-42 565 (mx. 735 zg)  Deutschmeisterlied
- 2-42 566 (mx. 736 zg)  Drah’rer und Mondschein

2. Jumbo-Record
- 14 252   Weaner Jodler-Tanz
- 14 253   Der Waldbua
- 14 254   Das is Weaner Manier
- 14 255   Aber Leutln laßt’s es renna
- 14 256   Muatterl, i bin verliebt
- 14 257   Beim alten Lindenbaum